# Maryla Weinles-Chaykin

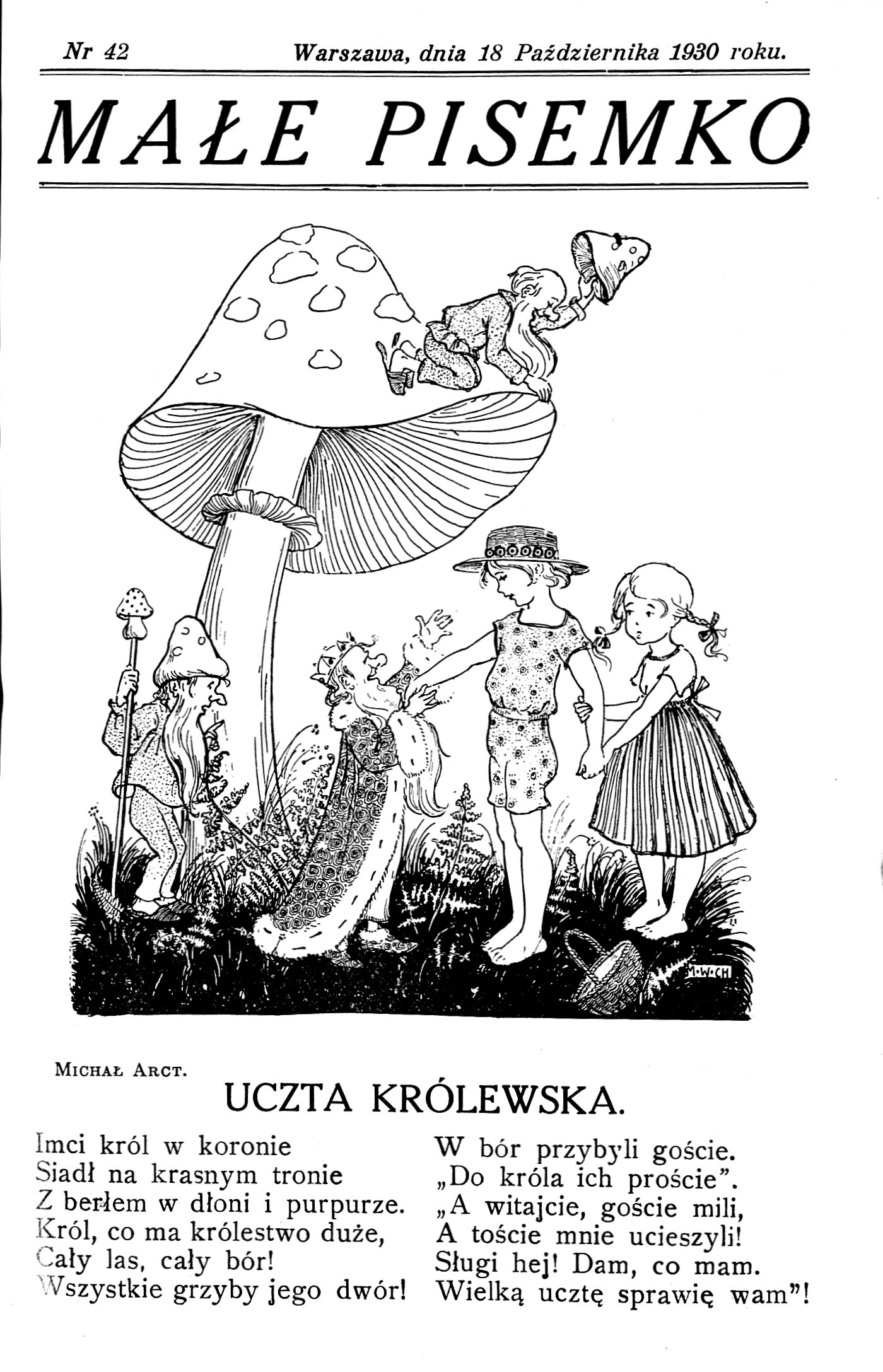
Okładka magazynu „Małe pisemko” z 1930 r. rysunek na okładce Maryla Weinles-Chaykin

Maryla (Maria) Weinles-Chaykin (ur. 1900 w Warszawie, zm. 1942 w Treblince) – polska ilustratorka, malarka i pianistka, pochodzenia żydowskiego.

## Życiorys
Urodziła się w Warszawie w 1900 r. jako córka malarza Jakuba Weinlesa i pianistki Łucji z domu Kaufman. Jej młodszą o siedem lat siostrą była Franciszka Themerson. 

Była uzdolniona zarówno muzycznie (po matce), jak i artystycznie (po ojcu). Równolegle dawała lekcje gry na fortepianie uczniom, jak i rysowała. Swoją siostrę, tak wspomina Franciszka Themerson:  
„Jako dziecko cały czas poświęcała na pokrywanie każdej czystej kartki papieru w domu setkami rysunków. Pamiętam wyraźnie obrazek przedstawiający konie na cyrkowej arenie, który narysowała na obrusie w jadalni. Tańczące konie narysowane granatowym atramentem, który ku zmartwieniu naszej służącej, nie chciał zejść w praniu”.  
Przed wojną ilustracje jej autorstwa były publikowane w magazynach dla dzieci takich jak „Małe pisemko”, „Żywe literki” czy „Tygodnik ilustrowany dla dzieci młodzieży”. 
Tuż po wybuchu II wojny światowej musiała opuścić swoje mieszkanie przy ul. Piusa XI 25 lok. 12 i wraz z matką Łucją i córką Jasią znalazły się w getcie warszawskim. Mieszkały przy ul. Śliskiej 7 m. 10. 
Kilka dni przed wielką akcją deportacyjną w lipcu 1942 r. udało się wywieźć Jasię z getta do Otwocka, gdzie później była ukrywana.
Maryla Weinles-Chaykin, jak 75% mieszkańców getta, została wywieziona i zamordowana w obozie zagłady w Treblince w 1942 r.
Podczas przebywania w getcie razem z matką wymieniała korespondencję, głównie kartki pocztowe, poprzez zaprzyjaźnione osoby z siostrą Franciszką, która przebywała w tym czasie najpierw we Francji, później już na stałe w Anglii. Ta trwająca dwa i pół roku korespondencja, która zachowała się do czasów powojennych, przyczyniła się do napisania wspomnień przez jej córkę Jasię Reichard pt. 15 journeys: Warsaw to London, wydanej w 2012 r. 
Wśród korespondencji pomiędzy siostrami i matką, znalazło się również kilka listów adresowanych do artystki Teresy Żarnowerówny, przebywającej w tym czasie w Lizbonie, która pośredniczyła w przesyłaniu dalej listów do Franciszki i Stefana Themersonów do Francji i Anglii.
Mężem Maryli Weinles-Chaykin był inżynier architekt Seweryn Chaykin, z którym miała córkę Jasię Reichardt.

## Wybrana twórczość
- ilustracja na okładce magazynu dla dzieci Małe pisemko, NR 42, Warszawa, z dn. 18.10.1930 – Maryla Chaykin
- ilustracja na okładce magazynu dla dzieci Tygodnik ilustrowany dla dzieci i młodzieży, NR 33, Warszawa, z dn. 15.04.1931 – Maryla Chaykin